# Chinuklidyna
Chinuklidyna – organiczny związek chemiczny z grupy heterocyklicznych związków bicyklicznych, amina trzeciorzędowa. Zbudowana jest ze szkieletu bicyklo[2.2.2]oktanu, w którym jednym z atomów węzłowych jest azot.

## Właściwości fizykochemiczne
Chinuklidyna jest bezbarwnym krystalicznym ciałem stałym, łatwo rozpuszczalnym w wodzie, alkoholu i eterze. Jest silną zasadą, co wynika z obecności w pierścieniu atomu azotu z wolną parę elektronową.

## Otrzymywanie
Chinuklidyna może być otrzymywana poprzez redukcję chinuklidonu.

## Zastosowanie
Chinuklidyna używana jest jako odczynnik w syntezie organicznej i jako katalizator nukleofilowy.

## Pochodne
Pochodna chinuklidyny, 3-chinuklidynobenzylan, ma silne właściwości psychotropowe i stosowany jest jako bojowy środek trujący o kodzie "BZ". Chinuklidyna występuje jako element konstrukcyjny niektórych biomolekuł, np. chininy.